# La Science des rêves
Ne doit pas être confondu avec Interprétation des rêves#L'interprétation scientifique.
Pour plus de détails, voir Fiche technique et Distribution.
La Science des rêves est un film français réalisé par Michel Gondry et sorti en 2006.

## Synopsis
Le timide Stéphane décide de revenir vivre en France, où sa mère lui a trouvé un emploi. Mais Stéphane qui est très créatif découvre qu'il s'agit seulement d'aider à la fabrication de calendriers, activité aussi banale qu'ennuyeuse. 
Stimulé par la redécouverte de l'appartement où il a passé son enfance, il se réfugie dans le monde des rêves. Bien vite, il fait la connaissance de sa voisine Stéphanie, qui prend goût à son excentricité.

## Fiche technique
- Titre français : La Science des rêves
- Titre anglophone : The Science of Sleep
- Réalisation : Michel Gondry
- Scénario : Michel Gondry
- Musique : Jean-Michel Bernard
- Photographie : Jean-Louis Bompoint
- Montage : Juliette Welfling
- Décors : Ann Chakraverty, Pierre Pell et Stéphane Rozenbaum
- Costumes : Florence Fontaine
- Production : Georges Bermann

Coproducteur : Frédéric Junqua
Producteur délégué : Inigo Lezzi
- Sociétés de production : Partizan, Gaumont, France 3 Cinéma, Canal+, TPS Star et Mikado Film
- Distribution : Gaumont
- Pays d'origine :  France
- Langues originales : français, anglais, espagnol
- Format : couleur - 1,85:1 - 35 mm
- Genre : comédie dramatique, romance et fantastique
- Budget : 6 000 000 $
- Durée : 105 minutes
- Dates de sortie[1] :
  - Allemagne : 11 février 2006 (Berlinale 2006)
  - France : 30 juin 2006 (Festival Paris Cinéma)
  - France : 16 août 2006
  - France : 20 mars 2007 (« version B » - sortie limitée)[2]

## Distribution
- Gael García Bernal : Stéphane Miroux
- Charlotte Gainsbourg : Stéphanie
- Alain Chabat : Guy
- Sacha Bourdo : Serge
- Emma de Caunes : Zoé
- Miou-Miou : Christine Miroux
- Aurélia Petit : Martine
- Pierre Vaneck : Pouchet
- Stéphane Metzger : Sylvain
- Jean-Michel Bernard : Le policier qui joue du piano

## Production

### Casting
Le Gallois Rhys Ifans, qui avait collaboré avec Michel Gondry pour Human Nature en 2001, devait tenir le rôle principal. Il avait même travaillé sur les ébauches de scénario avec le réalisateur. L'acteur quitte finalement le projet, au profit du Mexicain Gael García Bernal. 

### Tournage
Le tournage s'est déroulé à Chérence dans le Val-d'Oise, à Forges dans l'Orne et à Paris, notamment dans le 18e arrondissement.

## Bande originale
Jean-Michel Bernard compose la musique du film. La chanson Instinct Blues des White Stripes apparait dans le film mais n'est pas présente sur l'album. La chanson If You Rescue Me est quant à elle une parodie de  After Hours du Velvet Underground.
Liste des titres
1. Générique Stéphane
2. Générique début
3. Stéphane visite appart
4. Coutances
  - Écrit par Dick Annegarn
5. Rêve grosses mains
6. Robinet cellophane
7. Grotte machine à écrire
8. Ulcer Soul
  - Interprété par The Willowz
  - Écrit par Richie Eaton
9. Aristurtle
10. Générique Stéphane TV
11. Tours de cartes
12. My Dear Neighbours
13. Baignoire Martine
14. Gérard explique REM
15. If You Rescue Me (A Cappella)
  - Interprété par Linda Serbu
  - Musique de Lou Reed
16. If You Rescue Me (Chanson des chats)
  - Interprété par Gael García Bernal, Sacha Bourdo, Alain Chabat et Aurelia Petit
  - Musique de Lou Reed
17. Grotte Stéphane Stéphanie
18. Steppin' Out
  - Interprété par Kool & The Gang
  - Écrit par Robert E. Bell, George M. Brown, Eumir Deodato, Robert Michens, Charles J. Smith, James W. Taylor
19. Week-end de ski
20. Golden the Pony Boy
21. Making Certain
  - Interprété par The Willowz
  - Écrit par Richie Eaton
22. Rêve Patrick Dewaere
23. Stéphanie quitte le café
24. Poursuite Pouchet
25. Stéphanie Blues
26. Thème générique fin « Golden the Pony Boy »
  - Écrit par Jean-Michel Bernard, Kimiko Ono

## Distinctions
Source : Internet Movie Database

### Récompenses
- Prix du cinéma européen 2006 : meilleure contribution artistique pour Pierre Pell et Stéphane Rosenbaum
- Festival international du film de Catalogne 2006 : prix du public
- Festival de Cannes 2007 : prix UCMF de la musique pour le cinéma - Prix France Musique – UCMF 2007
- Chlotrudis Awards 2007 : meilleur design visuel
- Golden Trailer Awards 2007 : meilleure bande-annonce d'un film indépendant
- Festival Paris Cinéma 2007 : prix du public pour Jean-Michel Bernard

### Nominations
- Festival international du film de Catalogne 2006 : meilleur film
- Chlotrudis Awards 2007 : meilleur acteur pour Gael García Bernal, meilleure actrice dans un second rôle pour Charlotte Gainsbourg
- World Soundtrack Awards 2007 : découverte de l'année pour Jean-Michel Bernard

## Version B
Il existe une autre version du film, d'une durée de 70 minutes, remontée à partir de séquences abandonnées pour la version sortie au cinéma. De nombreux passages intermédiaires de l'histoire y sont exposés, et des prises alternatives remplacent les scènes communes. Cette autre version est disponible dans le coffret DVD et sortira dans quelques salles de cinéma.

## Box-office
La science des rêves a attiré 569 780 spectateurs en France et fait 4 663 809 $ de recettes aux États-Unis. L'ensemble des résultats liés aux entrées dans le monde s'élève à 15 257 574 $. Son budget était de 6 millions de dollars.